# Kapucynka czubata
Kapucynka czubata, płaksa (Sapajus apella) – gatunek ssaka naczelnego z podrodziny kapucynek (Cebinae) w obrębie rodziny płaksowatych (Cebidae).

## Taksonomia
Gatunek po raz pierwszy zgodnie z zasadami nazewnictwa binominalnego opisał w 1758 roku szwedzki przyrodnik Karol Linneusz, nadając mu nazwę Simia apella. Miejsce typowe według oryginalnego opisu to „Ameryka” (łac. Habitat in America), ograniczone w 1812 roku przez Étienne’a Geoffroy Saint-Hilaire’a do Gujany Francuskiej. Linneusz swoją definicję oparł o swój wcześniejszy opis i rycinę okazu typowego znajdującego się w Museum Adolphi Friderici. Podgatunek margaritae opisał formalnie w 1914 roku amerykański przyrodnik Ned Hollister jako odrębny gatunek i nazywając go Cebus margaritae. Miejsce typowe to wyspa Margarita, Nueva Esparta, Wenezuela. Holotyp to skóra i czaszka dorosłej samicy (sygnatura USNM 63219) ze zbiorów Narodowego Muzeum Historii Naturalnej; okaz zebrany 13 lipca 1895 roku przez Wirta Robinsona.
Autorzy Illustrated Checklist of the Mammals of the World wyróżniają dwa podgatunki.

### Etymologia
- Sapajus: lokalna nazwa Sapajou, od sajouassou, dla kapucynek, używana w Amazonii, zaadaptowana przez Buffona w 1767 roku[38].
- apella: gr. Απελλα Apella, zgromadzenie ludowe w starożytnej Sparcie, w którym uczestniczyli wszyscy uprawnieni do tego obywatele; w aluzji do zwyczajów społecznych kapucynek, które gromadzą się w grupach[39].
- margaritae: Margarita, Nueva Esparta, Wenezuela[40].

## Zasięg występowania
Kapucynka czubata występuje w zależności od podgatunku:
- S. apella apella – dorzecze Amazonki we wschodnio-środkowej Kolumbii, południowej Wenezueli i Brazylii, rozciągające się z północy na południe w delcie rzeki Orinoko w Wenezueli i Gujanie; granice w południowym, południowo-wschodnim i wschodnim zasięgu są określone przez zasięg lasu amazońskiego, na wschodzie rozciągający się do Zona dos Cocais w południowym i wschodnim Maranhão, wyznaczając przejście do suchych lasów liściastych i zarośli caatinga; na zachodzie do dorzecza górnego biegu Amazonki we wschodniej Kolumbii (na północy aż do rzeki Arauca na granicy z Wenezuelą; izolowana populacja występuje w górnym biegu rzeki Magdalena w departamencie Huila), we wschodnim Ekwadorze, wschodnim Peru oraz środkowej i północnej Boliwii (przynajmniej na południe do górnego biegu rzeki Beni).
- S. apella margaritae – wyżyny wschodniej Margarity, w Wenezueli (Serrania de El Copey i Cerros El Tamoco, Tragaplata, La Yalla i Matasiete).

## Morfologia
Długość ciała 38–46 cm, ogona 38–49 cm; masa ciała samic 1,3–3,4 kg, samców 2,3–4,8 kg. 

## Ekologia
Żyje w grupach rodzinnych liczących od ośmiu do trzydziestu osobników, przewodzi im dominujący samiec. Prowadzi nadrzewny tryb życia. Na ziemię schodzi, by żerować na plantacjach oraz do wodopoju. Potrafi pływać. Używa prostych narzędzi, by sięgnąć po owoc lub rozbić orzech. W niewoli można kapucynkę nauczyć opieki nad chorym, na przykład podawania pokarmu łyżeczką. Potrafi również malować. Pokarm stanowią liście, owoce, orzechy, małe ptaki, larwy owadów oraz pająki. Ciąża trwa 150–160 dni, rodzi się jedno, rzadko dwa młode. Gdy zdarzy się, że zostanie osierocone, stado przejmuje opiekę. Dojrzałość płciową uzyskuje w siódmym roku życia. Samice dojrzewają wcześniej niż samce. Żyje od około piętnastu do dwudziestu lat, w niewoli nawet do czterdziestu pięciu.

## Status zagrożenia
W Czerwonej księdze gatunków zagrożonych Międzynarodowej Unii Ochrony Przyrody i Jej Zasobów został zaliczony do kategorii LC (ang. least concern ‘najmniejszej troski’).